# Montaron
Montaron é uma comuna francesa na região administrativa de Borgonha-Franco-Condado, no departamento Nièvre. Estende-se por uma área de 36 km². Em 2010 a comuna tinha 159 habitantes (densidade: 4,4 hab./km²).